# Állcsont

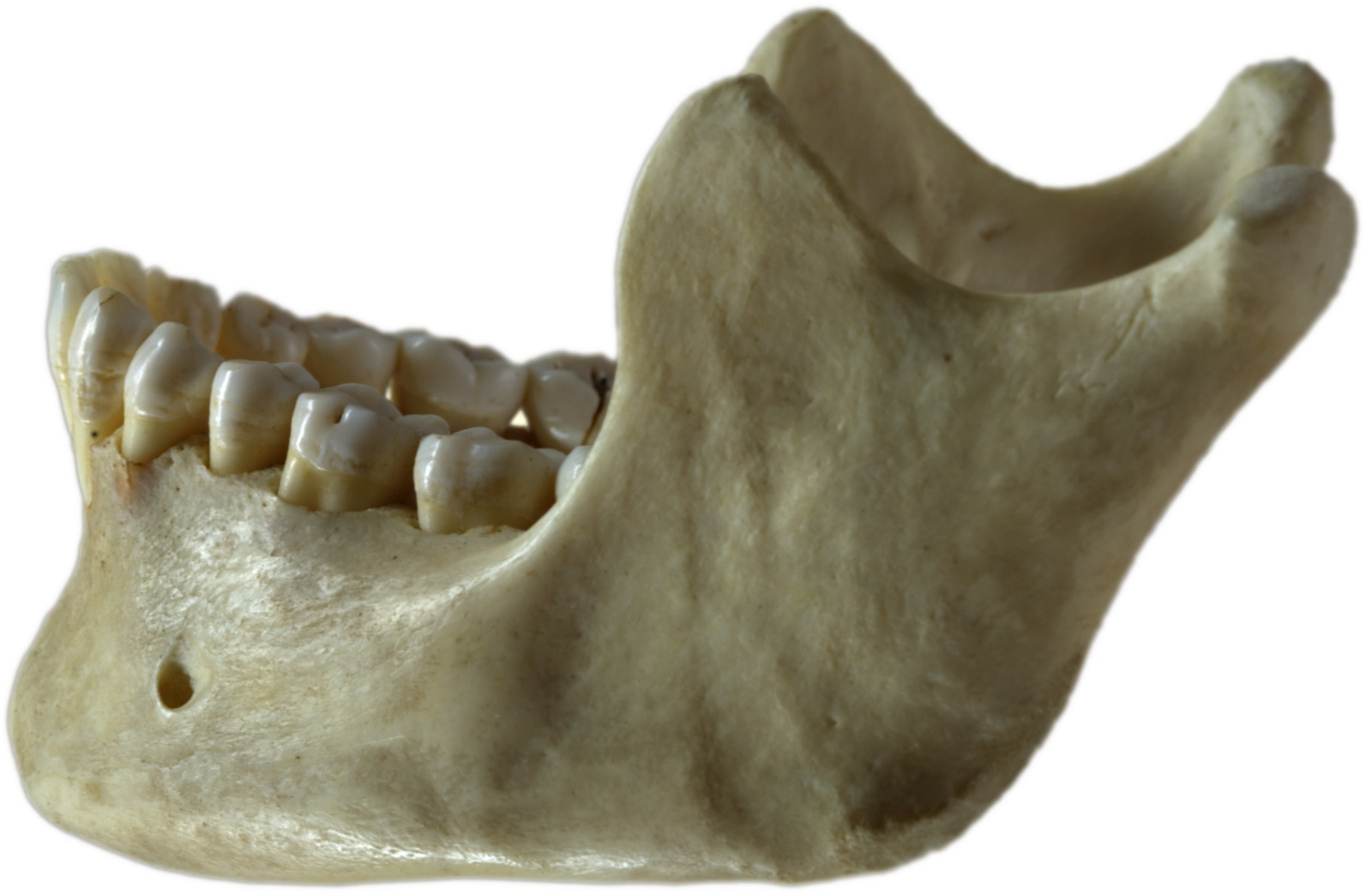
Emberi állkapocs

Állcsontnak nevezzük azt a két csontot (os), amelyek a szájnyílást határolják. Az állcsontok az arckoponyához (cranium viscerale) tartoznak és a táplálék megragadására szolgálnak. Emlősöknél ezek horgonyozzák el a fogakat (dens). 
Megkülönböztetünk:
- alsó állcsontot vagy állkapcsot (mandibula) és
- felső állcsontot (maxilla)

Az állkapocs a halántékcsonthoz (os temporale) ízesül és mozgatható. A páros felső állcsont a koponyához (cranium) van rögzítve.